# Distrito Rural (Zaragoza)
Distrito Rural es un distrito de la ciudad de Zaragoza, en Aragón (España), formado por los barrios rurales de Alfocea, Casetas, Garrapinillos, Juslibol, La Cartuja Baja, Montañana, Monzalbarba, Movera, Peñaflor de Gállego, San Gregorio, San Juan de Mozarrifar, Torrecilla de Valmadrid, Venta del Olivar y Villarrapa.
Algunos de estos lugares formaban municipios o entidades propias independientes, que se disolvieron para integrarse como parte del municipio de Zaragoza.